# Yukihiro Doi
Yukihiro Doi (18 de septiembre de 1983, Osaka, Japón) es un ciclista japonés. Su debut lo hizo en el 2004 con el Shimano Racing y posteriormente en el Skil/Argos-Shimano hasta la temporada 2012. Se retiró en 2018 tras 15 años como profesional.

## Biografía
Desde su paso a profesionales sólo ha conseguido una victoria en una etapa. El 2008 consiguió un tercer puesto en la sexta etapa del Tour de Japón. Fue el primer japonés que corrió en la Vuelta a España.
En julio de 2019, ya retirado, se unió al equipo de Global Cycling Network con el lanzamiento de GCN Japan.

## Palmarés
2012
- Campeonato de Japón en Ruta

## Resultados en Grandes Vueltas y Campeonatos del Mundo
| Carrera         | Carrera         | 2004 | 2005 | 2006 | 2007 | 2008 | 2009 | 2010 | 2011  | 2012  | 2013 | 2014 | 2015 | 2016 | 2017 | 2018 |
| --------------- | --------------- | ---- | ---- | ---- | ---- | ---- | ---- | ---- | ----- | ----- | ---- | ---- | ---- | ---- | ---- | ---- |
|                 | Giro de Italia  | —    | —    | —    | —    | —    | —    | —    | —     | —     | —    | —    | —    | —    | —    | —    |
|                 | Tour de Francia | —    | —    | —    | —    | —    | —    | —    | —     | —     | —    | —    | —    | —    | —    | —    |
|                 | Vuelta a España | —    | —    | —    | —    | —    | —    | —    | 150.º | 139.º | —    | —    | —    | —    | —    | —    |
| Mundial en Ruta | Mundial en Ruta | —    | —    | —    | —    | —    | —    | 72.º | —     | Ab.   | —    | Ab.  | —    | —    | —    | —    |

—: no participa

Ab.: abandono

## Equipos
- Shimano Racing (2004)
- Shimano Memory Corp/Skil-Shimano/Project 1t4i/Argos-Shimano (2005-2012)
  - Shimano Memory Corp (2005)
  - Skil-Shimano (2006-2011)
  - Project 1t4i (2012, hasta el 29 de marzo)
  - Argos-Shimano (2012, desde el 30 de marzo)
- Team Ukyo (2013-2015)
- Matrix-Powertag (2016-2018)